# Planochelas botulus
Espèce
Planochelas botulus est une espèce d'araignées aranéomorphes de la famille des Trachelidae.

## Distribution
Cette espèce  se rencontre au Ghana et en Ouganda.

## Description
Les mâles mesurent de 2,63 à 3,10 mm et les femelles de 2,00 à 3,00 mm.

## Publication originale
- Lyle & Haddad, 2009 : Planochelas, a new genus of tracheline sac spiders from West and Central Africa (Araneae: Corinnidae). Annals of the Transvaal. Museum, vol. 46, p. 91-100.